# Acrapex ferenigra
Acrapex ferenigra là một loài bướm đêm trong họ Noctuidae.